# George Gerhardus Theodorus Rustwijk

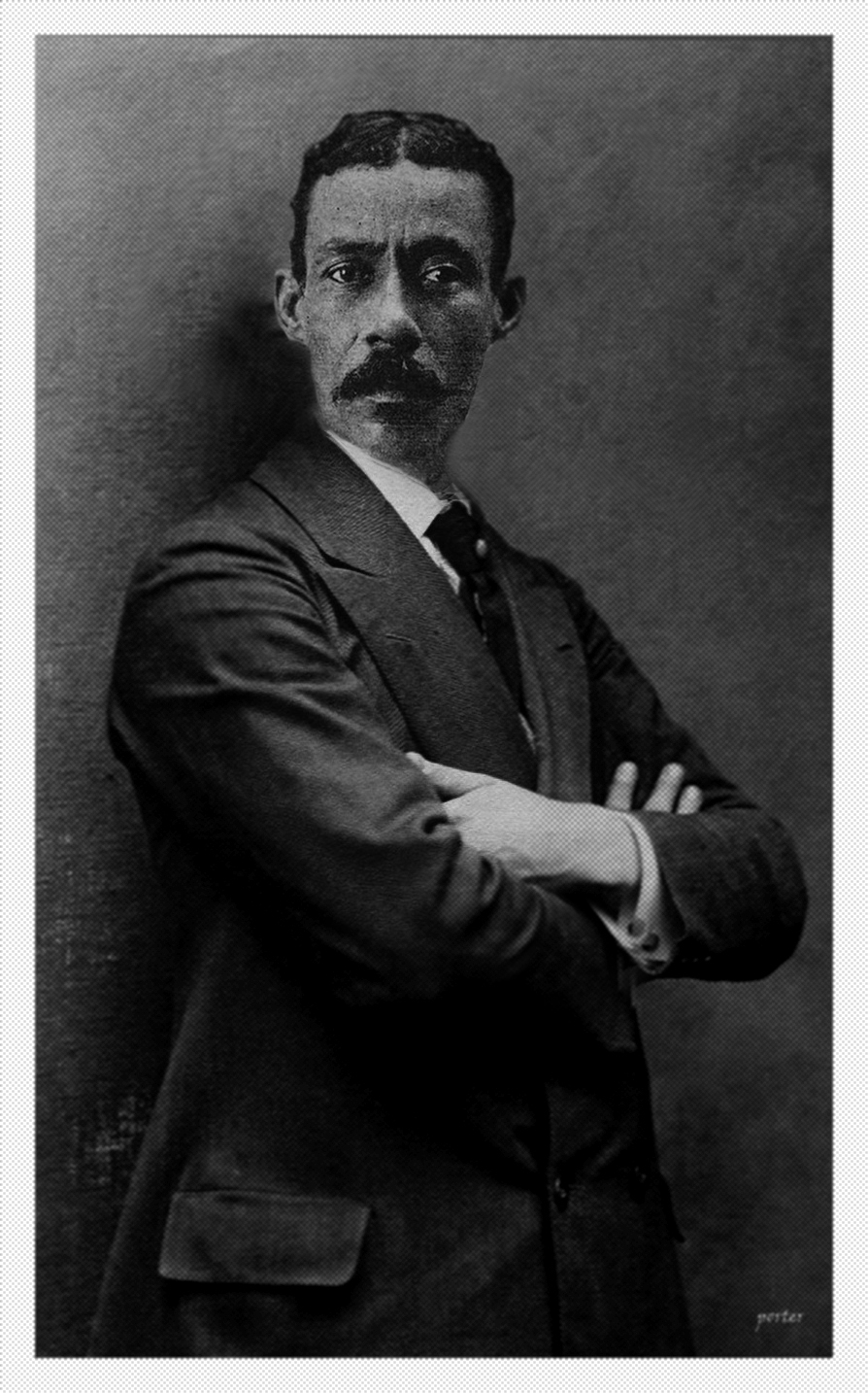
Foto portret George Gerhardus Theodorus Rustwijk ook bekend als G.G.T. Rustwijk

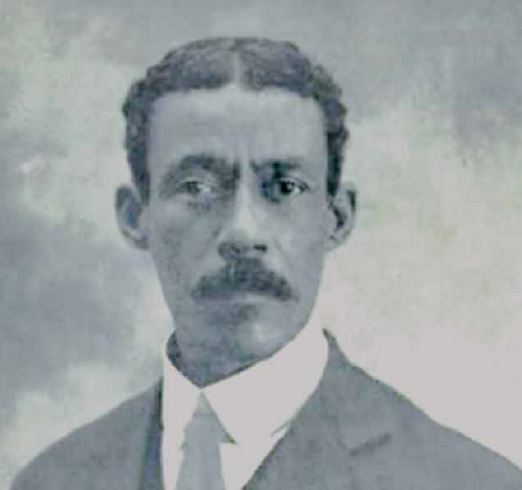
G.G.T. Rustwijk

George Gerhardus Theodorus Rustwijk (Paramaribo, 13 december 1862 - aldaar, 17 juli 1914) was een Surinaams schilder, tekenleraar, decorontwerper, fotograaf, dichter en schrijver.
Rustwijk was van 1893 tot 1897 verbonden aan de Avondschool voor Handwerkslieden van O'Ferrall. Hij verliet Suriname in 1907 en trok naar Frans-Guyana en vervolgens naar Demerara. Zijn schilderij `The Kaietur Falls' werd bekroond als boekomslag.
In Suriname genoot Rustwijk bekendheid om zijn kinderoperettes (hij was bijzonder actief binnen het toneelgenootschap Thalia), zijn gedichten, zijn panorama’s en decorontwerpen, onder meer voor de opera Het pand der goden van J.N. Helstone. Rustwijk was verder actief als voorzitter van de muziekvereniging Philotechnie, directeur van de toneelvereniging Sociable Dramatic Club en vanaf 1900 van Polyhymnia. 
Postuum zouden Rustwijks teksten worden gebundeld in Matrozenrozen (1915), de eerste Surinaamse dichtbundel (als we het werk van de niet in Suriname geboren Paul François Roos buiten beschouwing laten). Toen de landbouw in Suriname na 1890 door ziekten werd geplaagd en de arbeidsomstandigheden extreem verslechterden, verzorgde Rustwijk een lezing, waarvan hij de tekst, aangevuld met verzen enog enkele tekstjes, onder de naam Luci in 1911 deed verschijnen: Het `Waarom' beantwoord of Het `Wee' ontsluierd voor de Welvaartscommissie. Met een groot aantal retorische vragen maakte Rustwijk in zijn lezing duidelijk dat de situatie in Suriname beroerder was dan die in de Franse en Engelse buurkolonies. 
De bundel Matrozenrozen, `nagelaten dicht- en andere werken', postuum verschenen in 1915 bij H. van Ommeren te Paramaribo, voldeed aan een laatste wens van de overledene, aldus een korte inleiding van de uitgever. De bundel bevat 25 cabaretachtige gedichten, enkele zeer kort maar de meeste lang, tot zelfs een lengte van elf pagina’s toe, eenvoudig van structuur en rijmend. Ze zijn geschreven in het Nederlands met Surinaams-Nederlandse en Sranan elementen. Hij roept er een aantal kleurrijke volksfiguren in op, maar schrijft ook over de krullotenziekte, die ook in 1904 afzonderlijk was verschenen: Toespraak en bede tot de krulloot gevolgd door antwoord van de krulloot sluitend met een opwekkend woord (iets voor denkers): licht en schaduw. Rustwijk was een behendig dichter, maar geen poëziegrootheid. In 2004 verscheen in Nederland een herdruk van de bundel.

## Over G.G.T. Rustwijk
- D. van Hinte-Rustwijk & G. van Steenderen-Rustwijk, Op het spoor van G.G.T. Rustwijk. In: Oso, 15 (1996), nr. 1, april, pp. 76-86.
- Michiel van Kempen, Een geschiedenis van de Surinaamse literatuur, Breda: De Geus, 2003, dl. I, pp. 447-449, 471.